# Theodor Voges
Theodor Voges (* 12. Oktober 1845 in Wolfenbüttel; † 2. Juni 1934 ebenda) war ein deutscher Lehrer, Urgeschichts- und Heimatforscher.

## Leben
Theodor Voges wurde 1845 in Wolfenbüttel geboren und wuchs seit seinem 9. Lebensjahr im dortigen Waisenhaus auf. Er besuchte ab 1865 das Lehrerhauptseminar in Wolfenbüttel und war anschließend von 1872 bis 1916 als Lehrer an der Bürgerschule in seiner Heimatstadt tätig. Er führte eine Inventaraufnahme von Bau- und Kunstdenkmälern des  Landes Braunschweig für die Kreise Wolfenbüttel, Helmstedt, Blankenburg und Holzminden durch. Er betrieb ab 1884 als Schwerpunkt urgeschichtliche Studien und baute eine urgeschichtliche Sammlung im Schlossmuseum Wolfenbüttel auf. Voges publizierte zur Heimat- und Urgeschichte unter anderem im Braunschweigischen Jahrbuch und in der Braunschweigischen Heimat. Er starb im Juni 1934 in Wolfenbüttel. Sein Sohn war der Historiker und Archivar Hermann Voges.

## Schriften (Auswahl)
- Erzählungen aus der Geschichte der Stadt Wolfenbüttel : für Haus und Schule. Verlag Zwissler, Wolfenbüttel 1882. (Digitalisat)
- Sagen aus dem Lande Braunschweig. Braunschweig 1895.
- Vorgeschichtliche Siedlungen im Nordharzischen Hügellande. 1907.
- Aus der Heidenzeit des Braunschweigischen Landes. Appelhans Verlag, Braunschweig 1910. (Digitalisat)
- Lessings Wohnungen in Wolfenbüttel. Heckners Verlag, Wolfenbüttel 1914.